# Jan Theuninck
Jan Theuninck (Zonnebeke, 7 de Junho de 1954 ) é um poeta e pintor belga
de projecção internacional. Sua missão na vida é contribuir para a libertação do proletariado moderno.